# 小川可進
小川 可進（おがわ かしん、天明6年（1786年） - 安政2年5月2日（1855年6月15日））は、煎茶道小川流の創始者、初代小川後楽。「可進」「後楽」また両方を合わせた「可進後楽堂」は号で、諱は「弘宣」。

## 略歴
京都の医者の家系の出身で、自身も漢方医で、公家の御典医を務めていた。医者として茶の栄養への関心から煎茶に関心を持つようになる。時代は化政文化の最盛期で庶民にまで異国趣味としての煎茶への関心が高まっていたが、中国文物コレクションを自慢する当時の煎茶ブームには常々疑問を持っていたようである。
独自の煎茶法を広めるべく50歳の時に医者を廃業。以後は御典医時代に築かれた公家人脈に支えられて煎茶道流派「小川流」の構築にいそしむ。近衛忠熙、鷹司政通、一条忠香ら摂関家の当主が主なパトロンであり、他久我建通、万里小路正房、坊城俊克、勧修寺顕彰、広幡基豊、千種有功らとも交流があり、特に堀河康親とは親しく交流していた。また仁阿弥道八、青木木米、頼山陽、横山華山とも交流があった。可進の家の南隣に華山が住んでおり、両者の家は後に富岡鉄斎が引っ越して、買い潰して書庫などになったという。

## 著書
- 『喫茶弁』
- 『煎茶記聞』

## 補注
1. ↑  『茶事箚記』
2. ↑  自著『喫茶弁』など
3. ↑  村松梢風 「富岡鉄斎」『本朝画人伝』